# Przemyśl Południowy Postojowa
Przemyśl Południowy Postojowa − zlikwidowany przystanek osobowy w Przemyślu, w woj. podkarpackim, w Polsce. Położony jest przy linii kolejowej z Przemyśla Głównego do Malhowic. Została oddana do użytku przez Polskie Koleje Państwowe.